# Liste des astronautes ayant marché sur la Lune
Jusqu'à présent, douze astronautes ont marché sur la Lune. Ils sont tous américains et ont atterri sur le satellite de la Terre dans le cadre du programme Apollo entre juillet 1969 et décembre 1972.
Aux États-Unis, on les appelle les Moonwalkers (litt. : « marcheurs lunaires »).
En juillet 2025, quatre sont encore en vie.

## Tableau récapitulatif
Classée par ordre chronologique de descente sur la Lune, et non de remontée dans le LEM, la liste des astronautes ayant marché sur la Lune est la suivante :
| No | Nom              | Nationalité | Date de naissance      | Date de décès             | Mission   | Sorties extravéhiculaires (EVA) | Sorties extravéhiculaires (EVA) | Sorties extravéhiculaires (EVA) | Employeur lors de la mission |
| No | Nom              | Nationalité | Date de naissance      | Date de décès             | Mission   | Date (GMT)                      | Nb.                             | Durée                           | Employeur lors de la mission |
| -- | ---------------- | ----------- | ---------------------- | ------------------------- | --------- | ------------------------------- | ------------------------------- | ------------------------------- | ---------------------------- |
| 1  | Neil Armstrong   | États-Unis  | 5 août 1930            | 25 août 2012 (à 82 ans)   | Apollo 11 | 21 juill. 1969                  | 1                               | 02 h 31 min 40 s                | NASA                         |
| 2  | Buzz Aldrin      | États-Unis  | 20 janv. 1930 (95 ans) | —                         | Apollo 11 | 21 juill. 1969                  | 1                               | 02 h 31 min 40 s                | Air Force                    |
| 3  | Charles Conrad   | États-Unis  | 2 juin 1930            | 8 juill. 1999 (à 69 ans)  | Apollo 12 | 19 – 20 nov. 1969               | 2                               | 07 h 45 min 03 s                | Navy                         |
| 4  | Alan Bean        | États-Unis  | 15 mars 1932           | 26 mai 2018 (à 86 ans)    | Apollo 12 | 19 – 20 nov. 1969               | 2                               | 07 h 45 min 03 s                | Navy                         |
| 5  | Alan Shepard     | États-Unis  | 18 nov. 1923           | 21 juill. 1998 (à 74 ans) | Apollo 14 | 5 – 6 fév. 1971                 | 2                               | 09 h 22 min 31 s                | Navy                         |
| 6  | Edgar Mitchell   | États-Unis  | 17 sept. 1930          | 4 fév. 2016 (à 85 ans)    | Apollo 14 | 5 – 6 fév. 1971                 | 2                               | 09 h 22 min 31 s                | Navy                         |
| 7  | David Scott      | États-Unis  | 6 juin 1932 (93 ans)   | —                         | Apollo 15 | 31 juill. – 2 août 1971         | 3                               | 18 h 34 min 46 s                | Air Force                    |
| 8  | James Irwin      | États-Unis  | 17 mars 1930           | 8 août 1991 (à 61 ans)    | Apollo 15 | 31 juill. – 2 août 1971         | 3                               | 18 h 34 min 46 s                | Air Force                    |
| 9  | John Young       | États-Unis  | 24 sept. 1930          | 5 janv. 2018 (à 87 ans)   | Apollo 16 | 21 – 23 avr. 1972               | 3                               | 20 h 14 min 14 s                | Navy                         |
| 10 | Charles Duke     | États-Unis  | 3 oct. 1935 (89 ans)   | —                         | Apollo 16 | 21 – 23 avr. 1972               | 3                               | 20 h 14 min 14 s                | Air Force                    |
| 11 | Eugene Cernan    | États-Unis  | 14 mars 1934           | 16 janv. 2017 (à 82 ans)  | Apollo 17 | 11 – 14 déc. 1972               | 3                               | 22 h 03 min 57 s                | Navy                         |
| 12 | Harrison Schmitt | États-Unis  | 3 juill. 1935 (90 ans) | —                         | Apollo 17 | 11 – 14 déc. 1972               | 3                               | 22 h 03 min 57 s                | NASA                         |

## Portraits

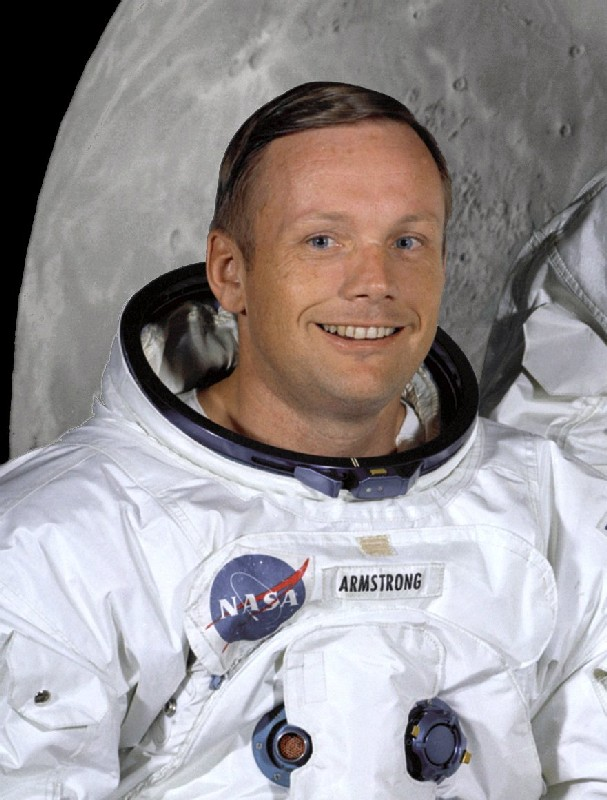
Neil Armstrong (Apollo 11).
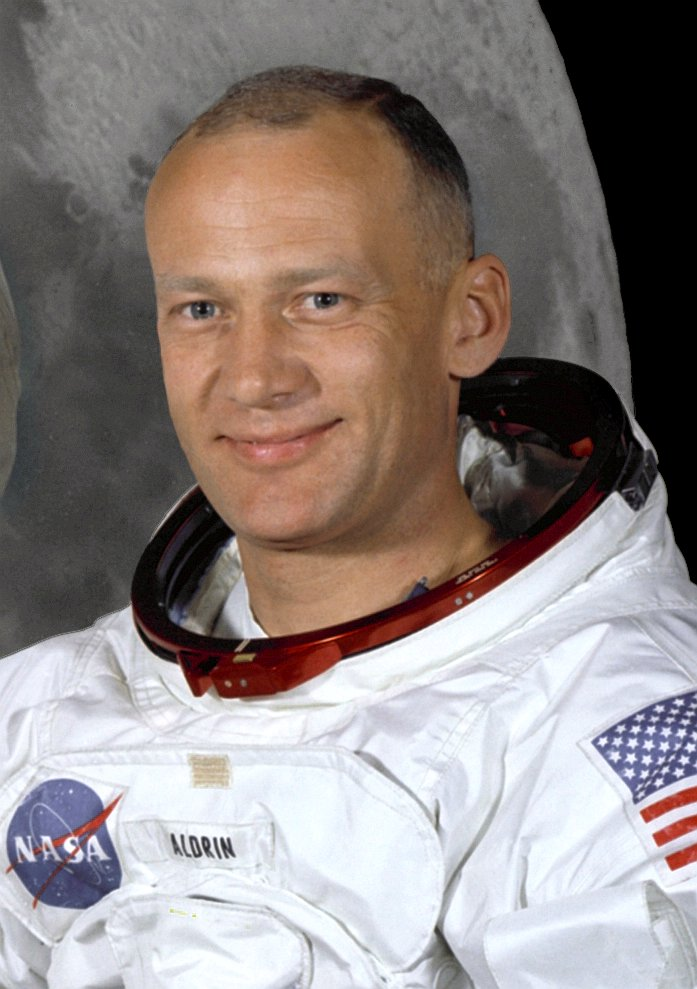
Buzz Aldrin (Apollo 11).
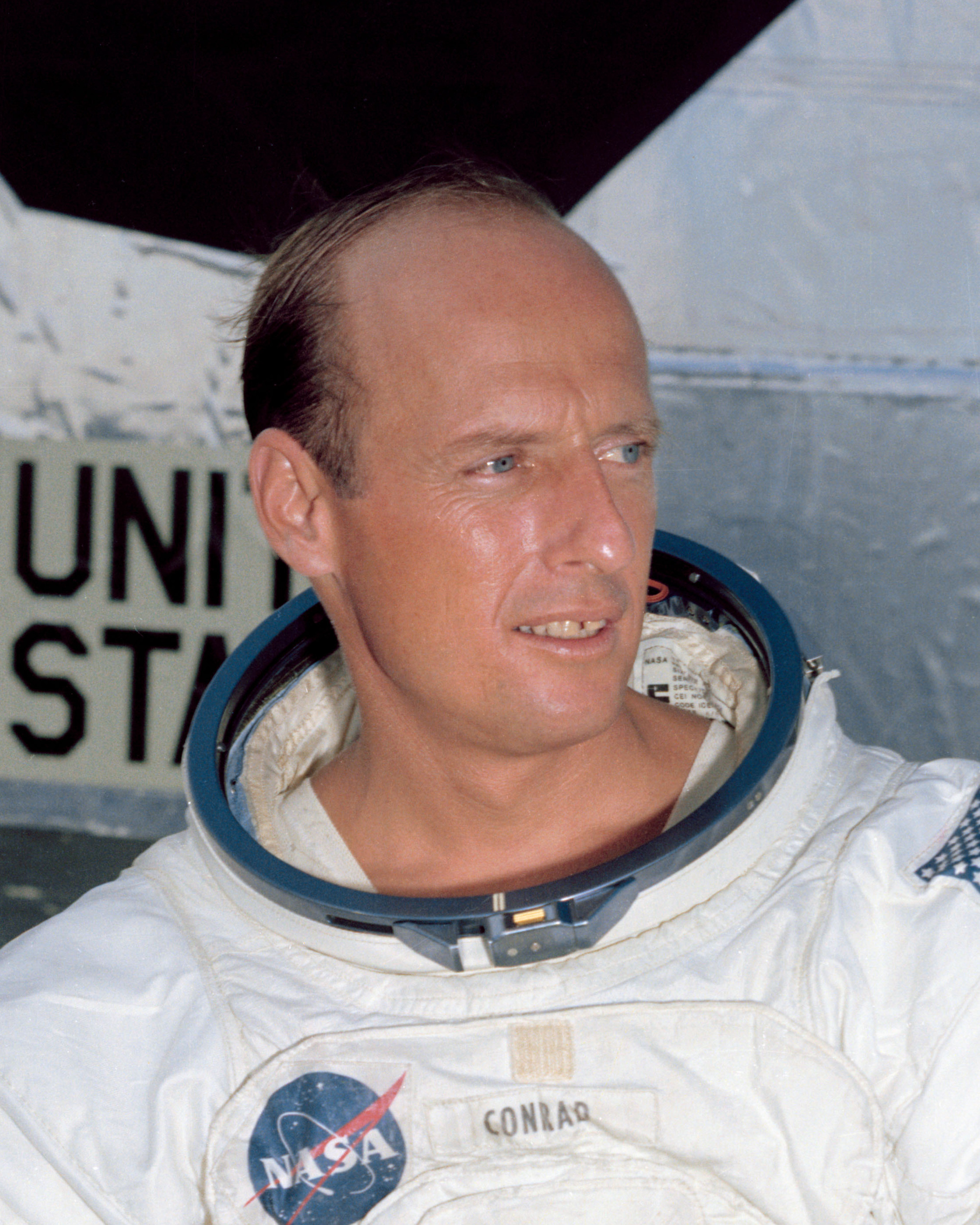
Charles Conrad (Apollo 12).
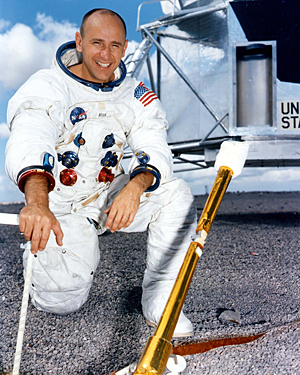
Alan Bean (Apollo 12).
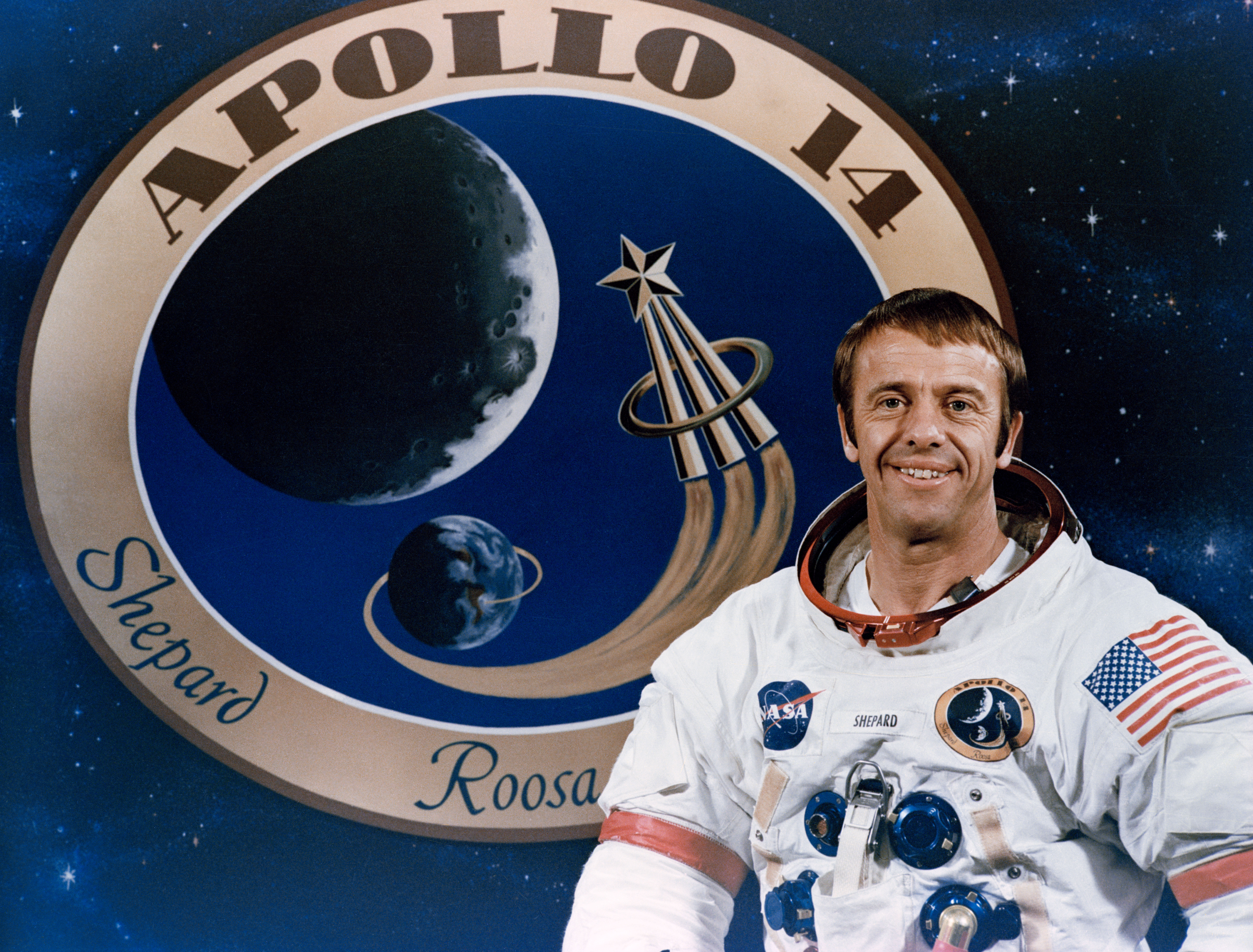
Alan Shepard (Apollo 14).
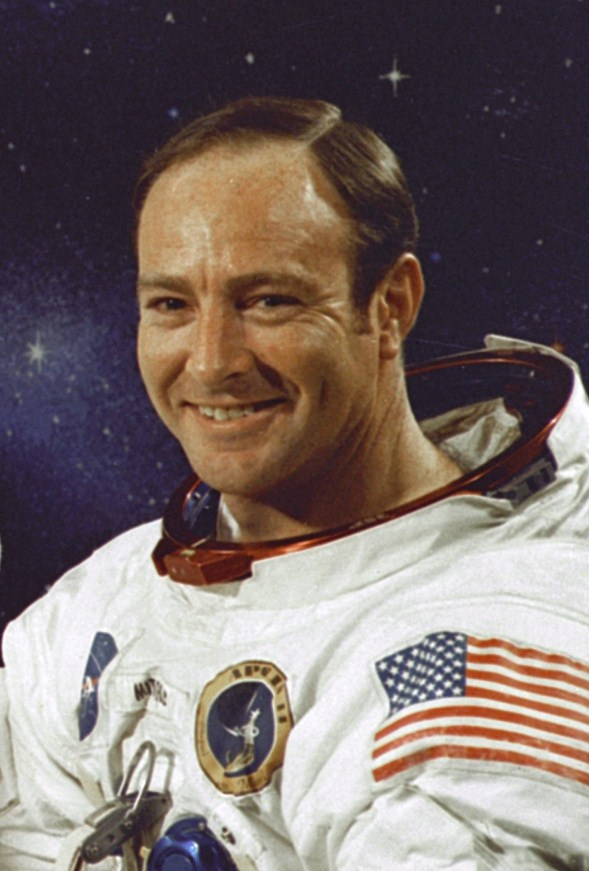
Edgar Mitchell (Apollo 14).
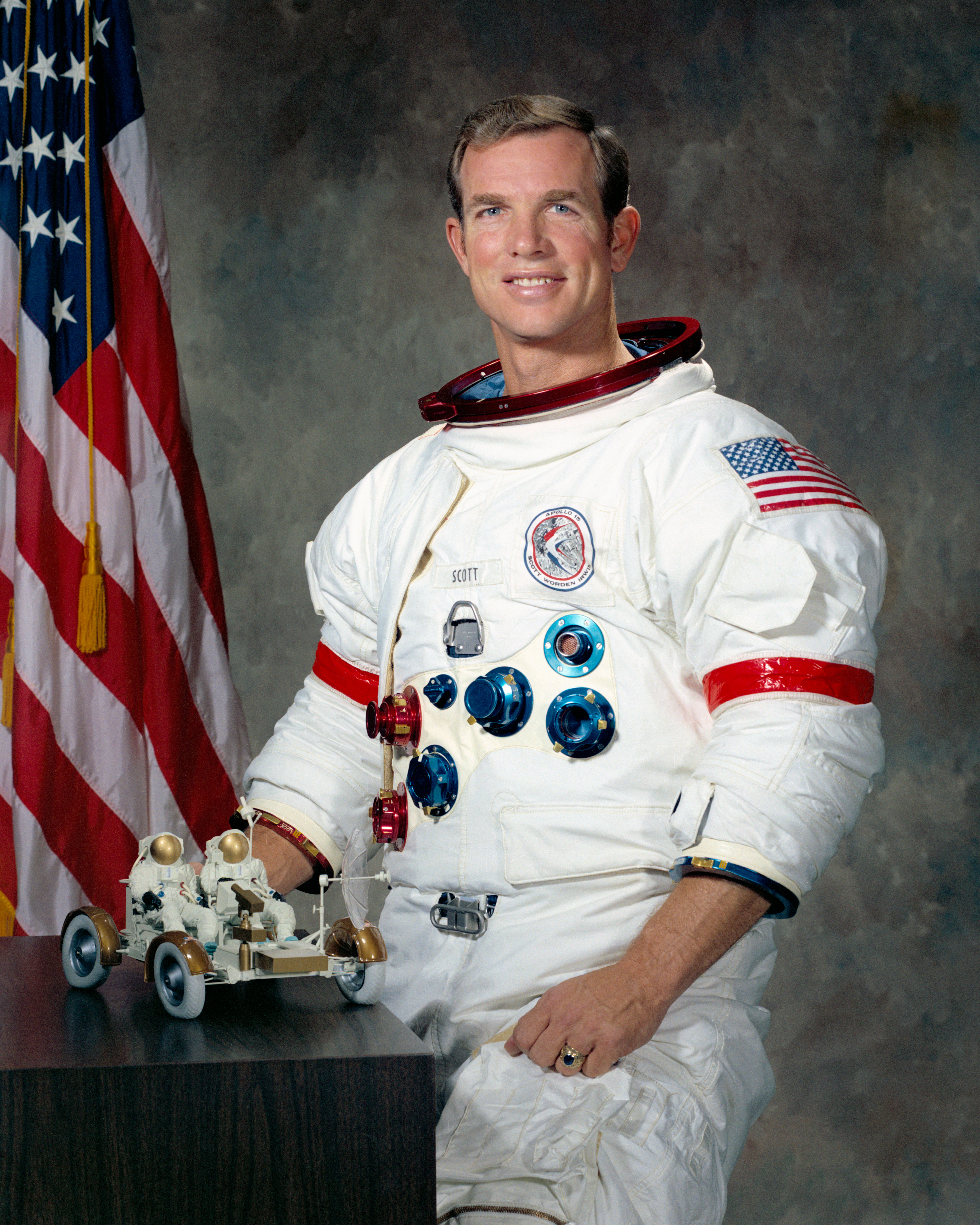
David Scott (Apollo 15).
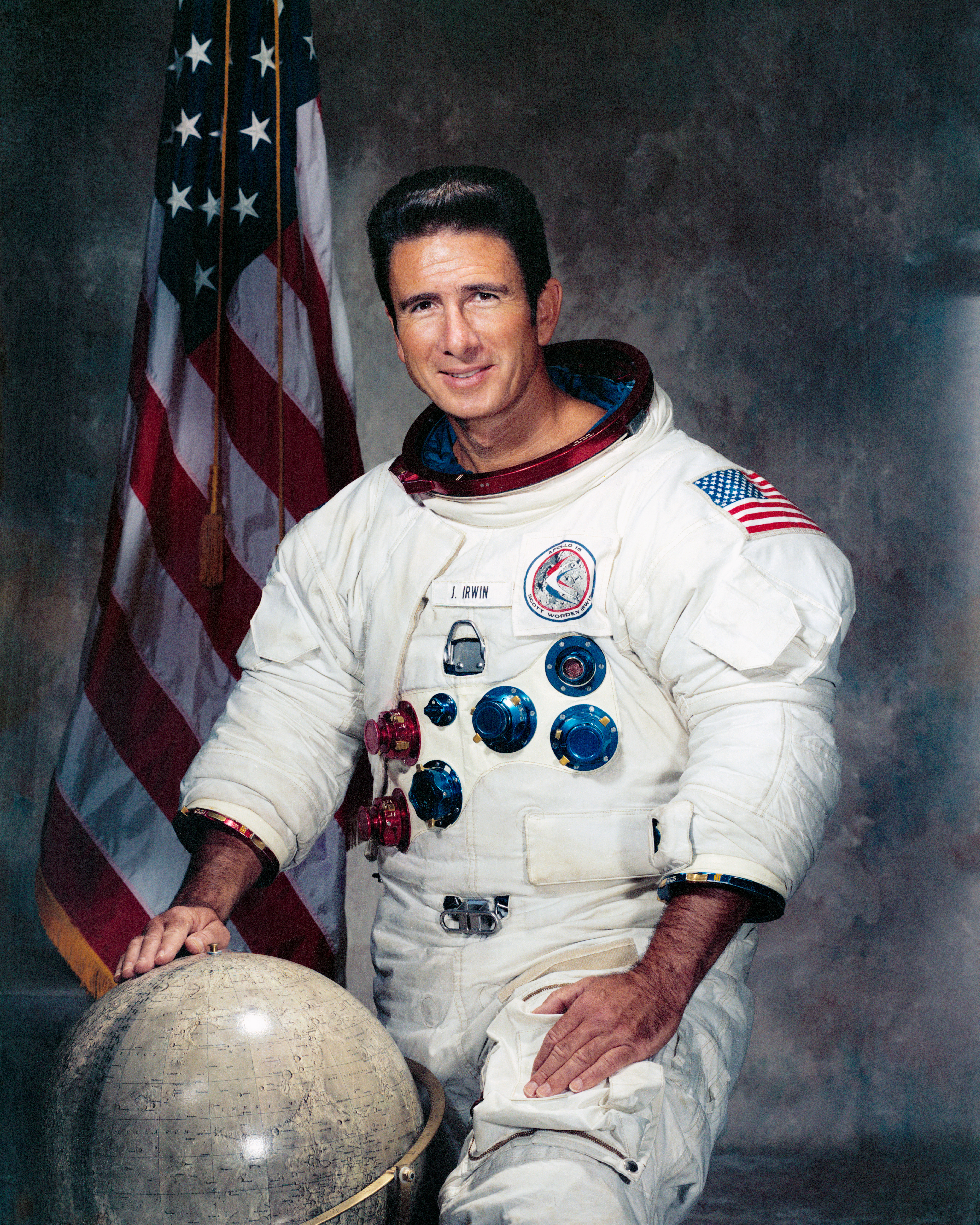
James Irwin (Apollo 15).
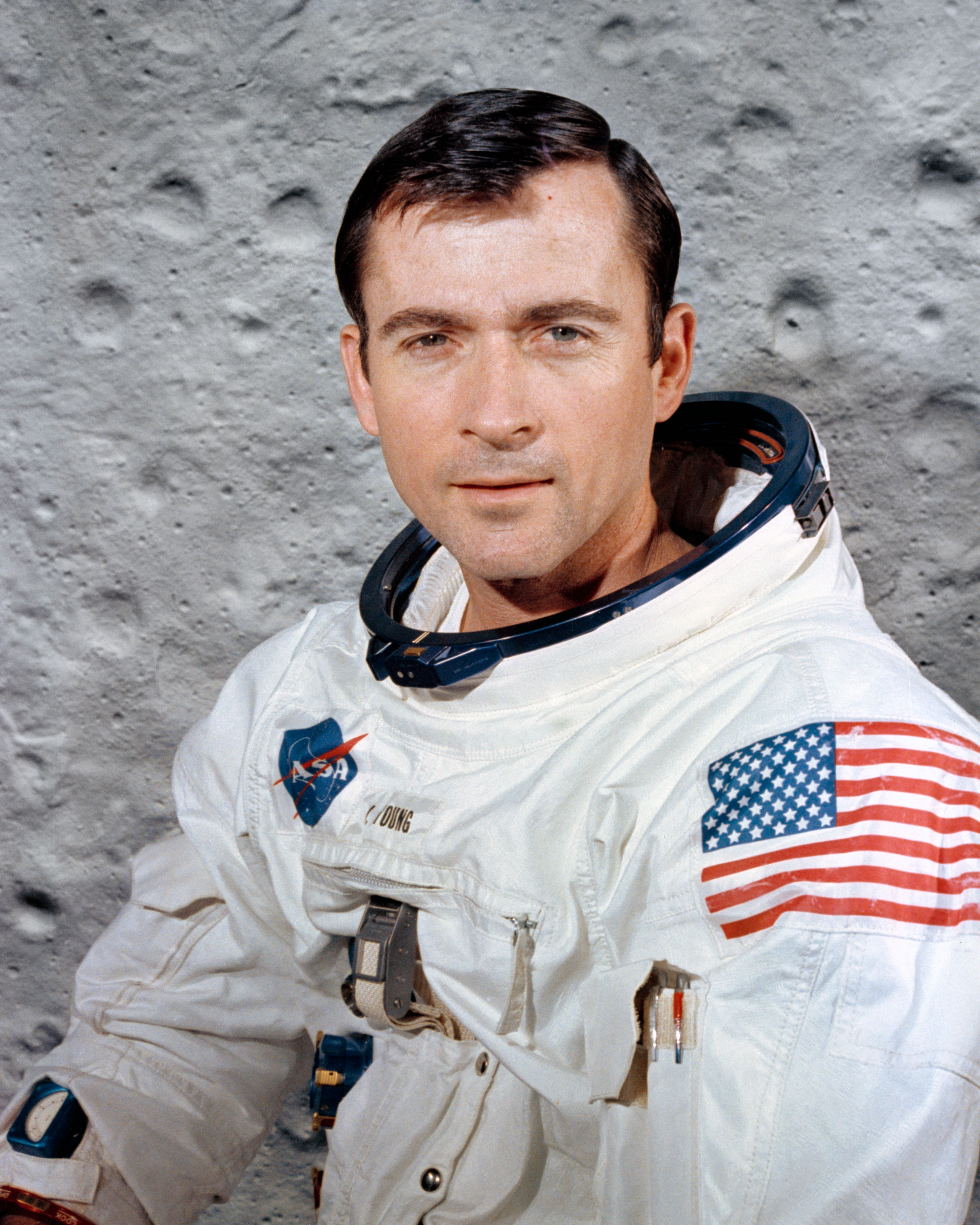
John Young (Apollo 16).
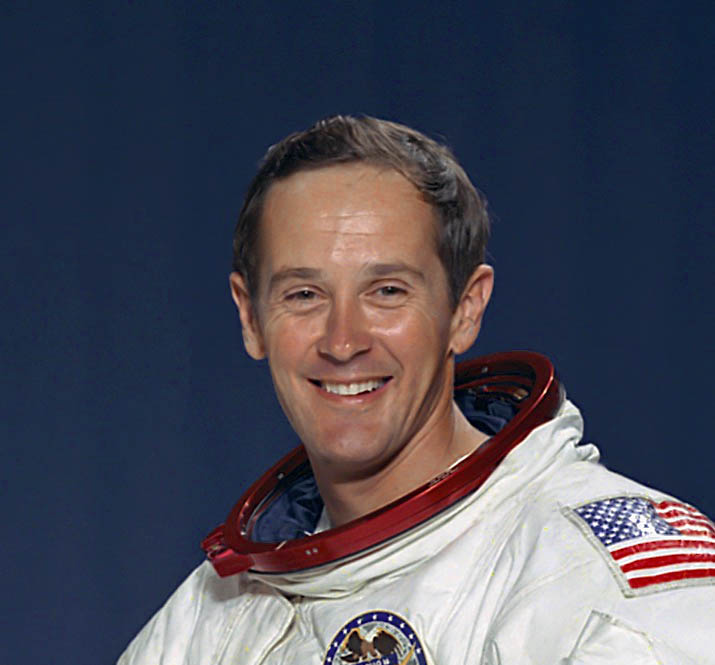
Charles Duke (Apollo 16).
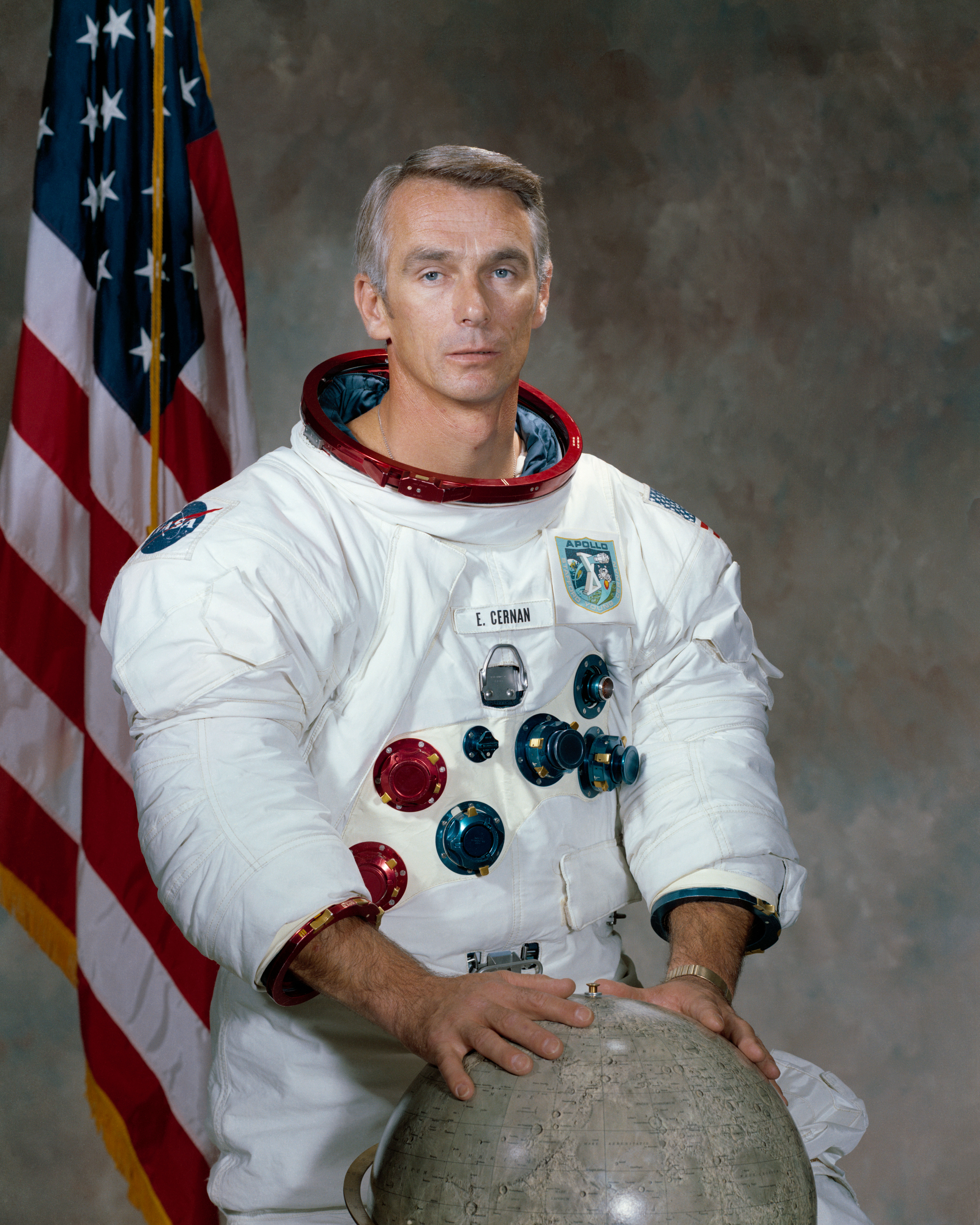
Eugene Cernan (Apollo 17).
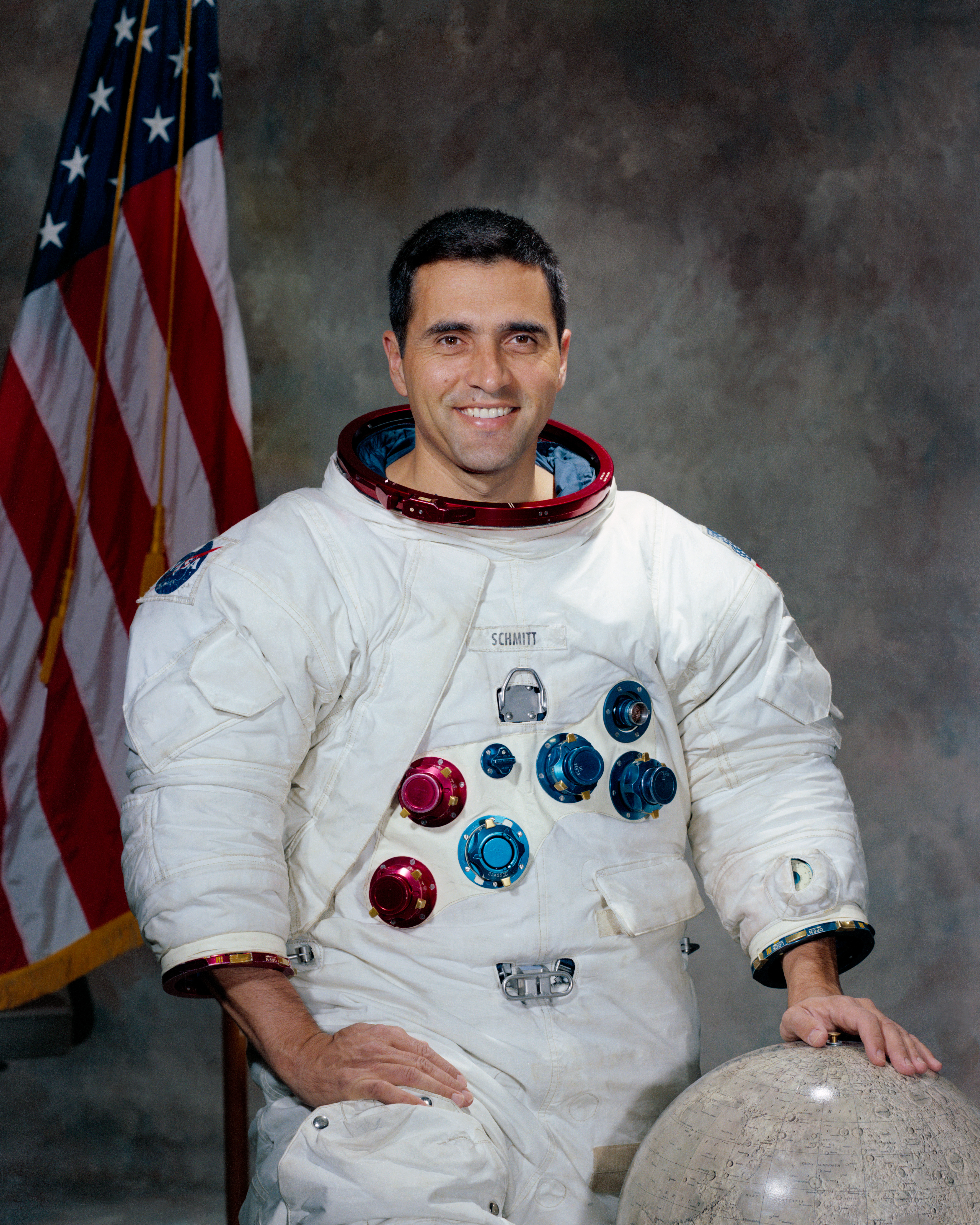
Harrison Schmitt (Apollo 17).

## Images prises sur la Lune

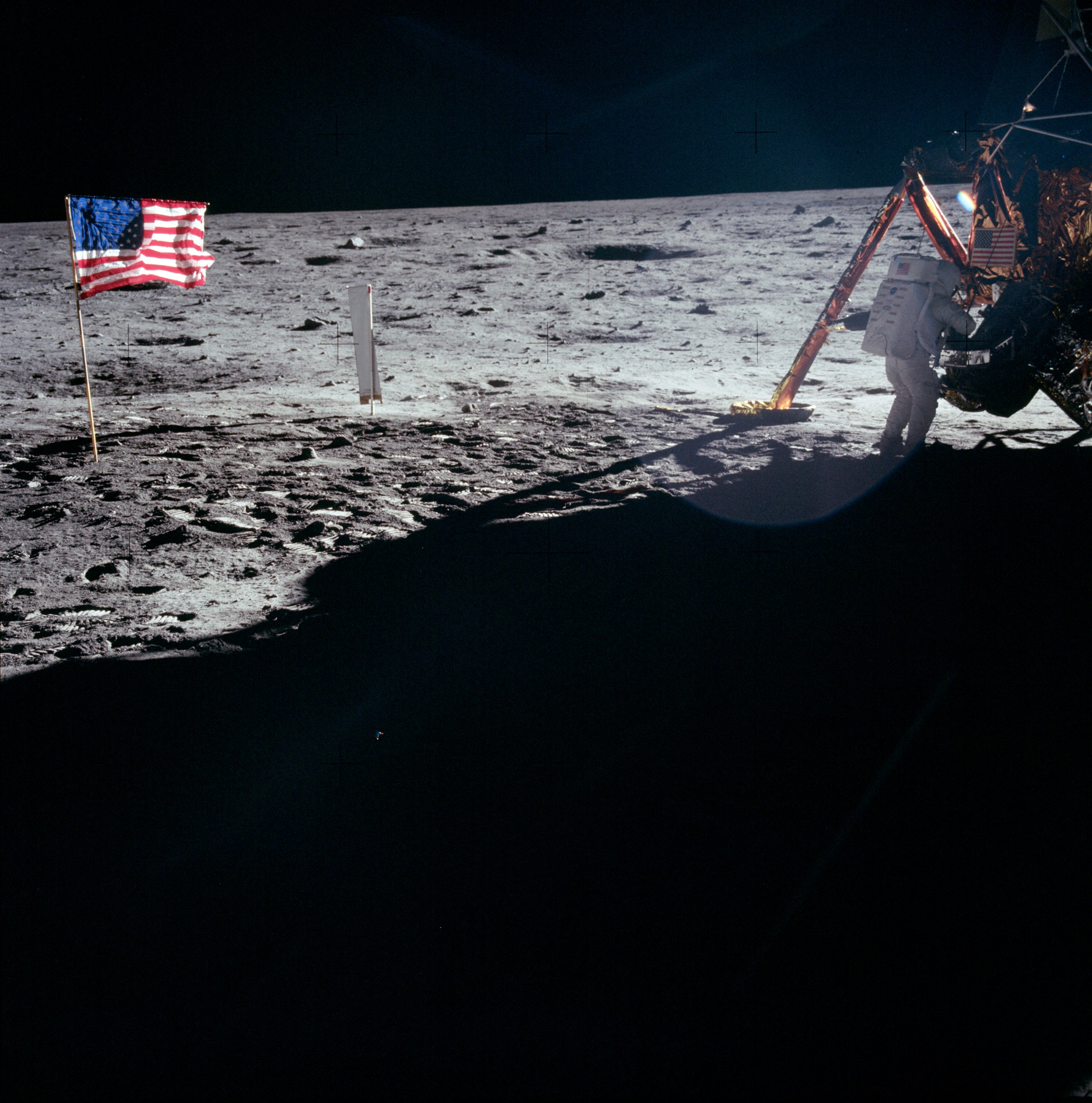
Neil Armstrong près du module lunaire d’Apollo 11.
Buzz Aldrin (Apollo 11).
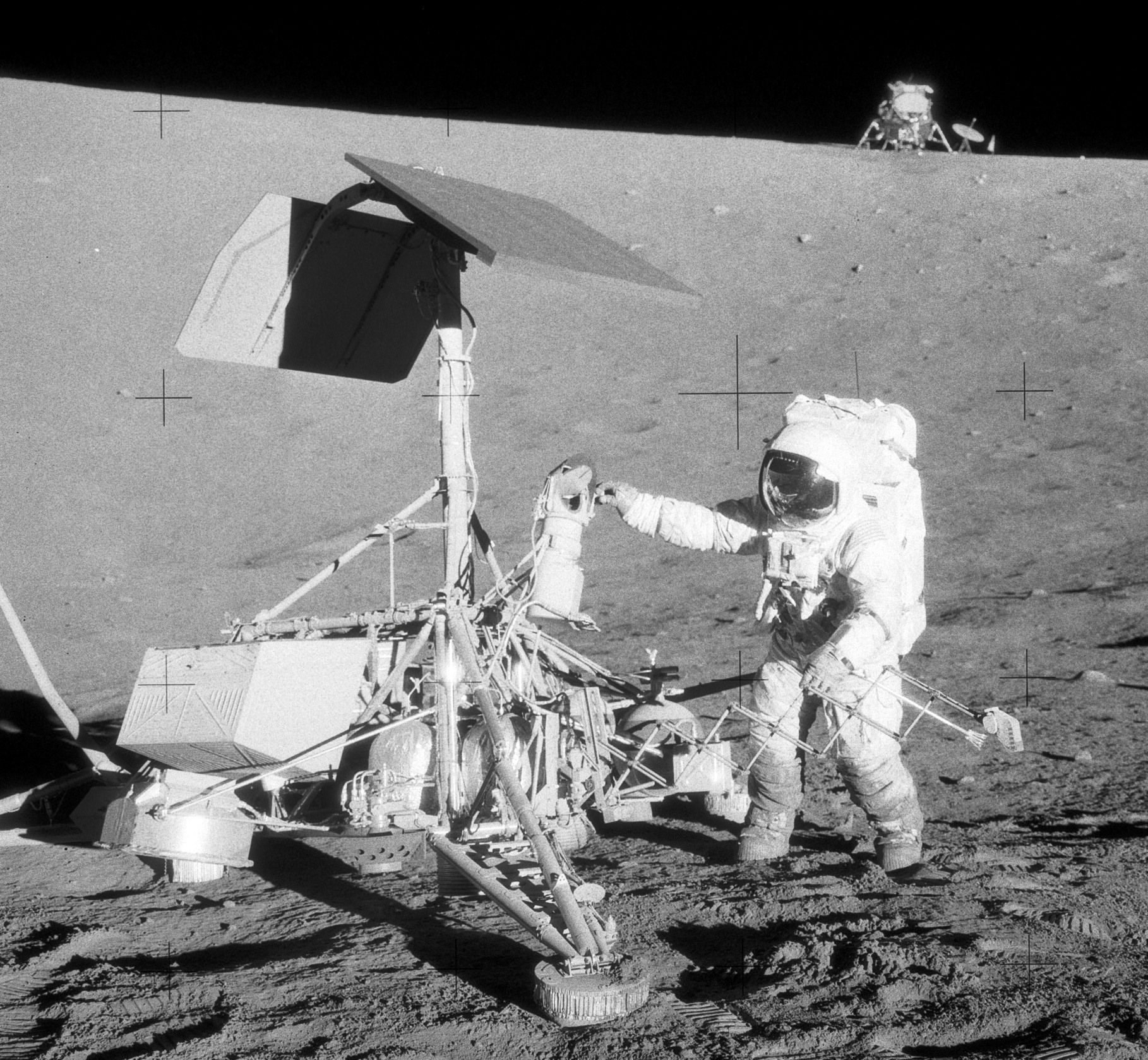
Charles Conrad inspectant Surveyor 3 (Apollo 12).
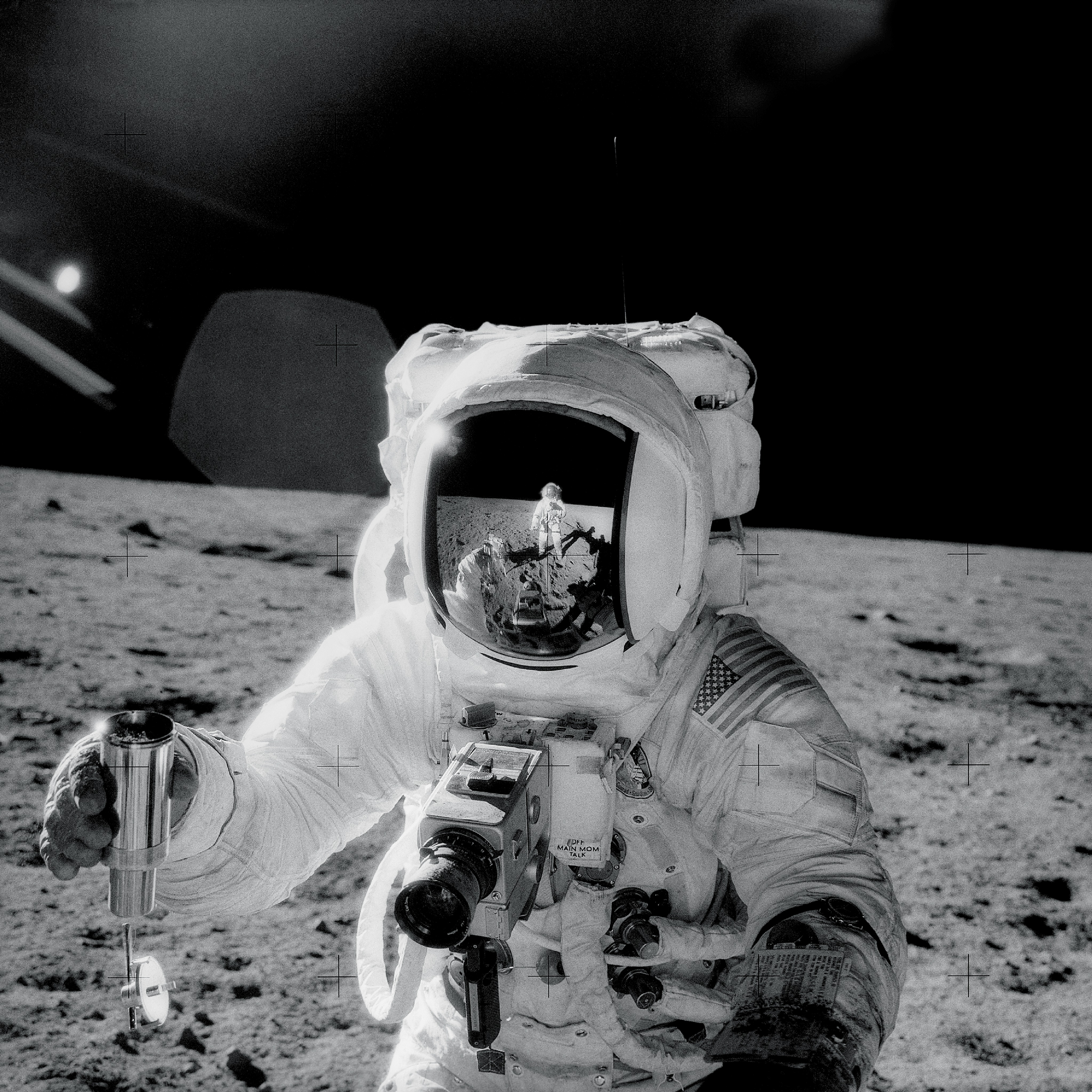
Alan Bean (Apollo 12).
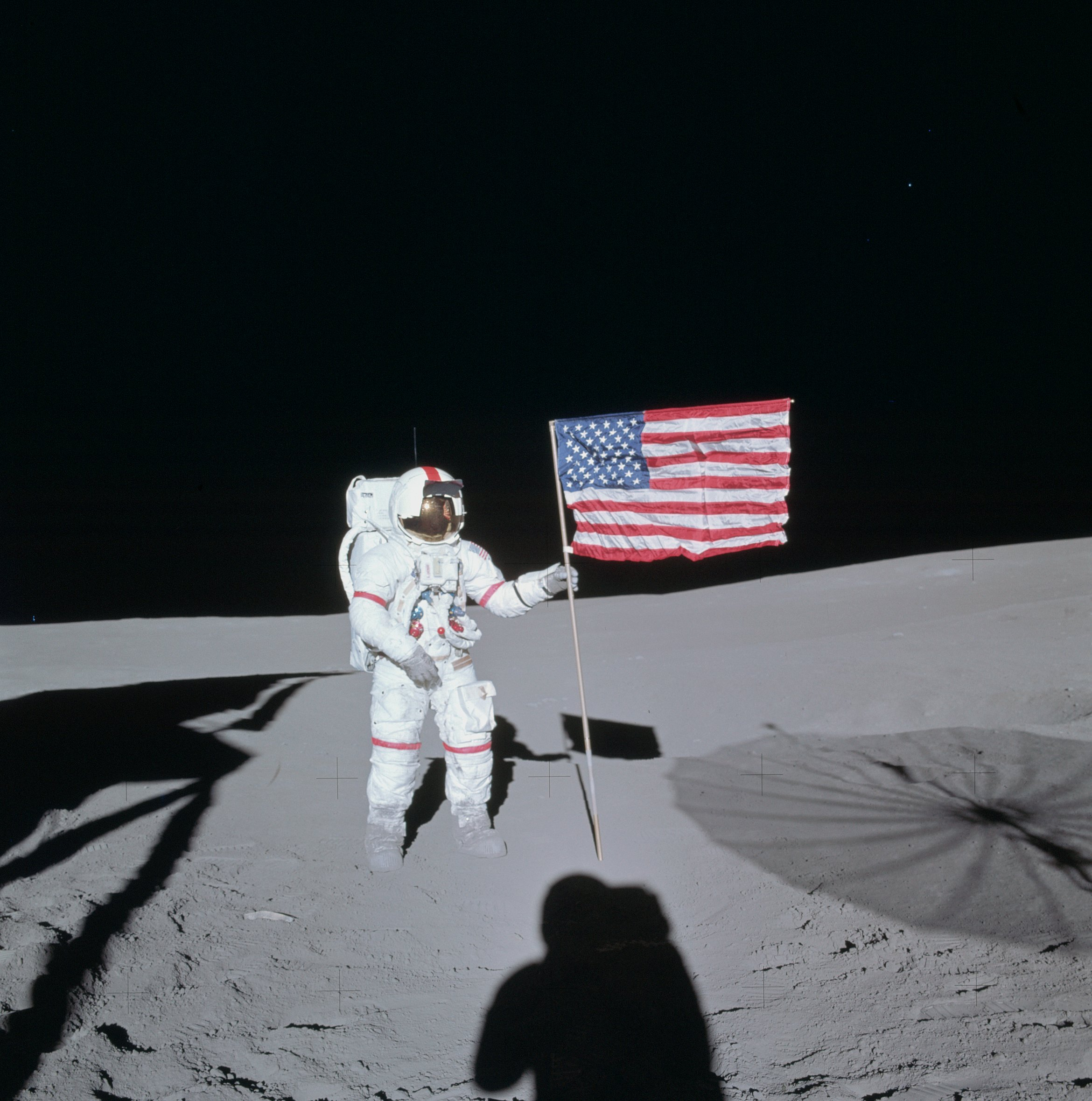
Alan Shepard (Apollo 14).
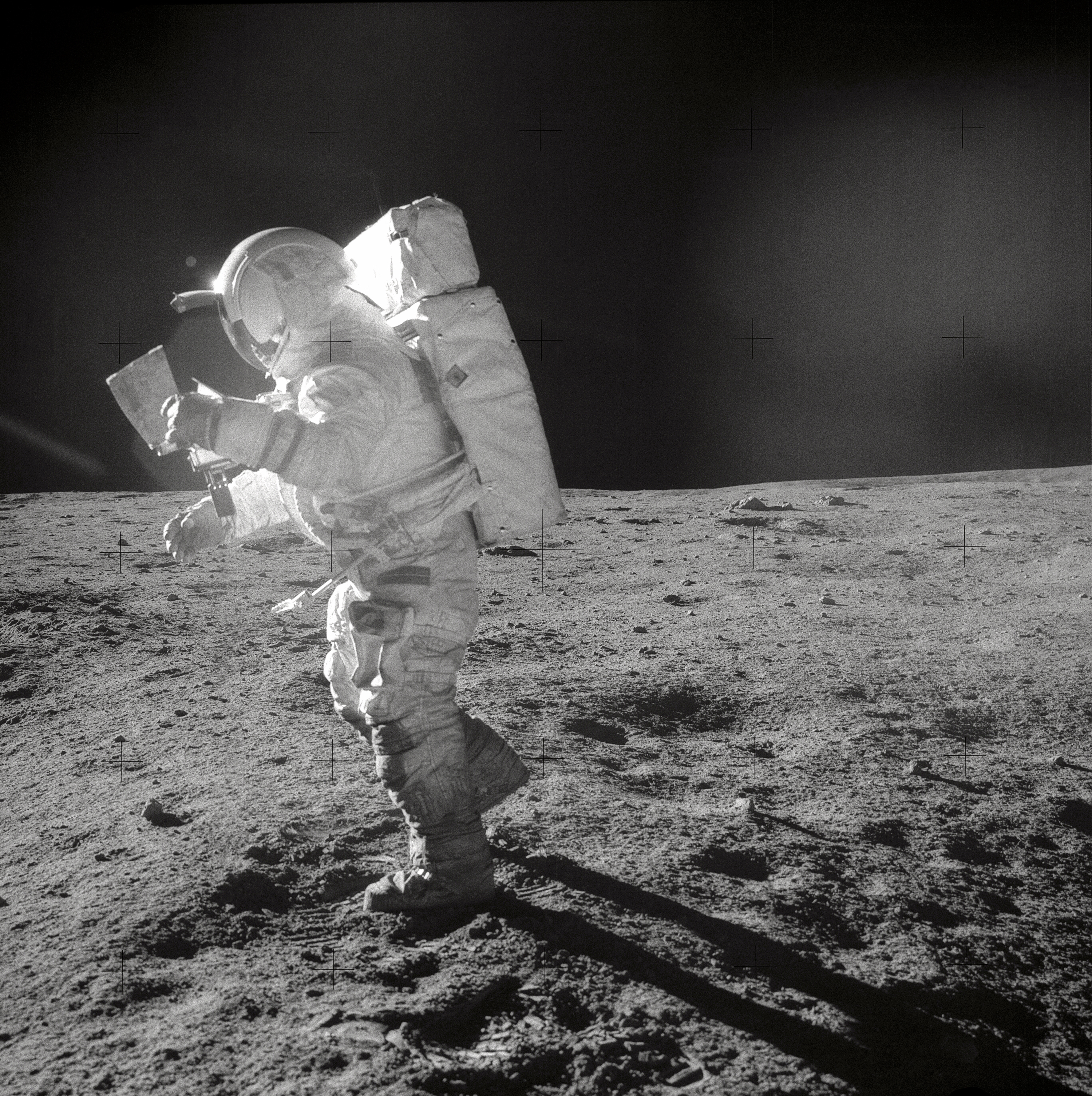
Edgar Mitchell (Apollo 14).
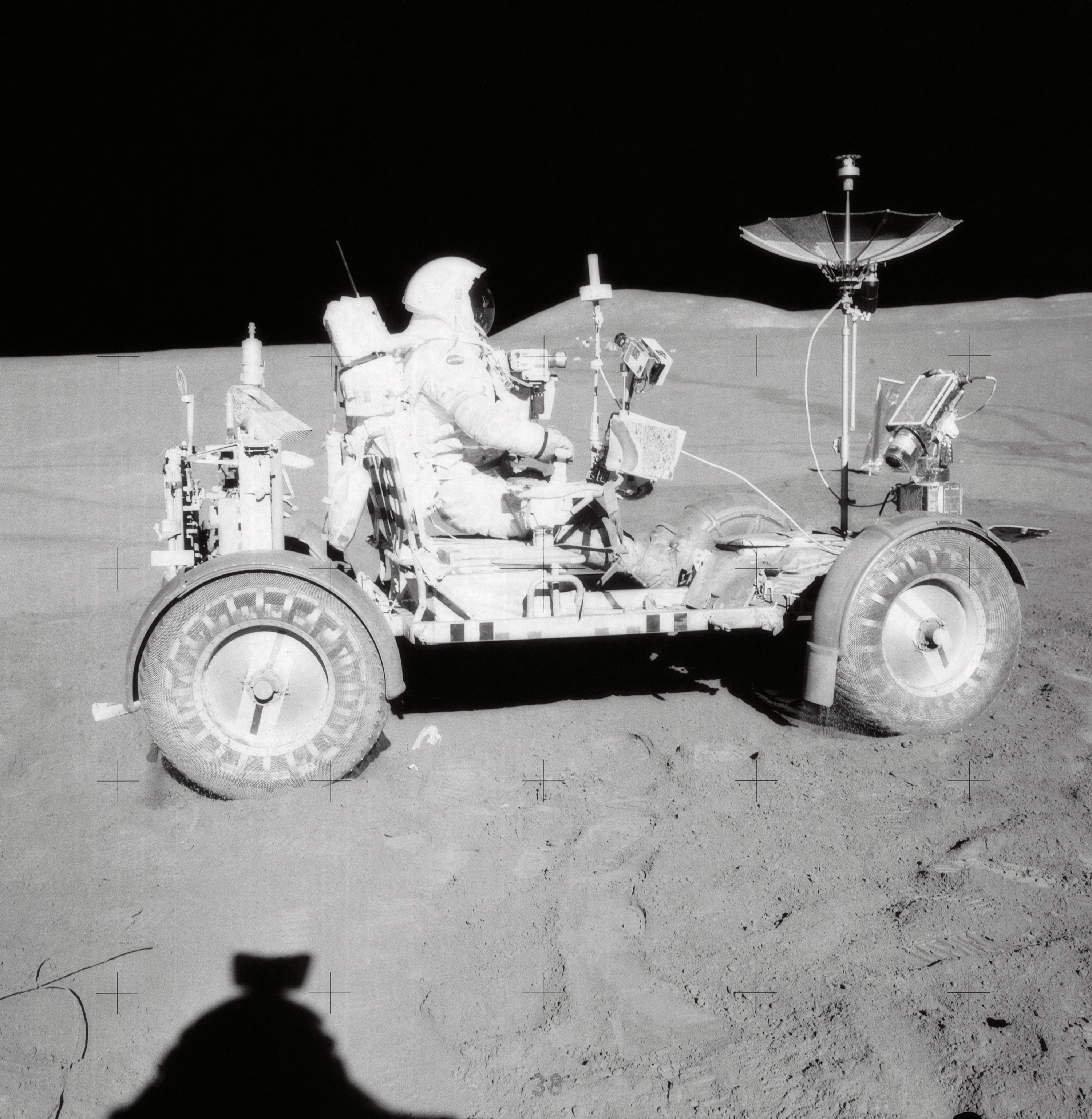
David Scott, premier homme à rouler sur la Lune (Apollo 15).
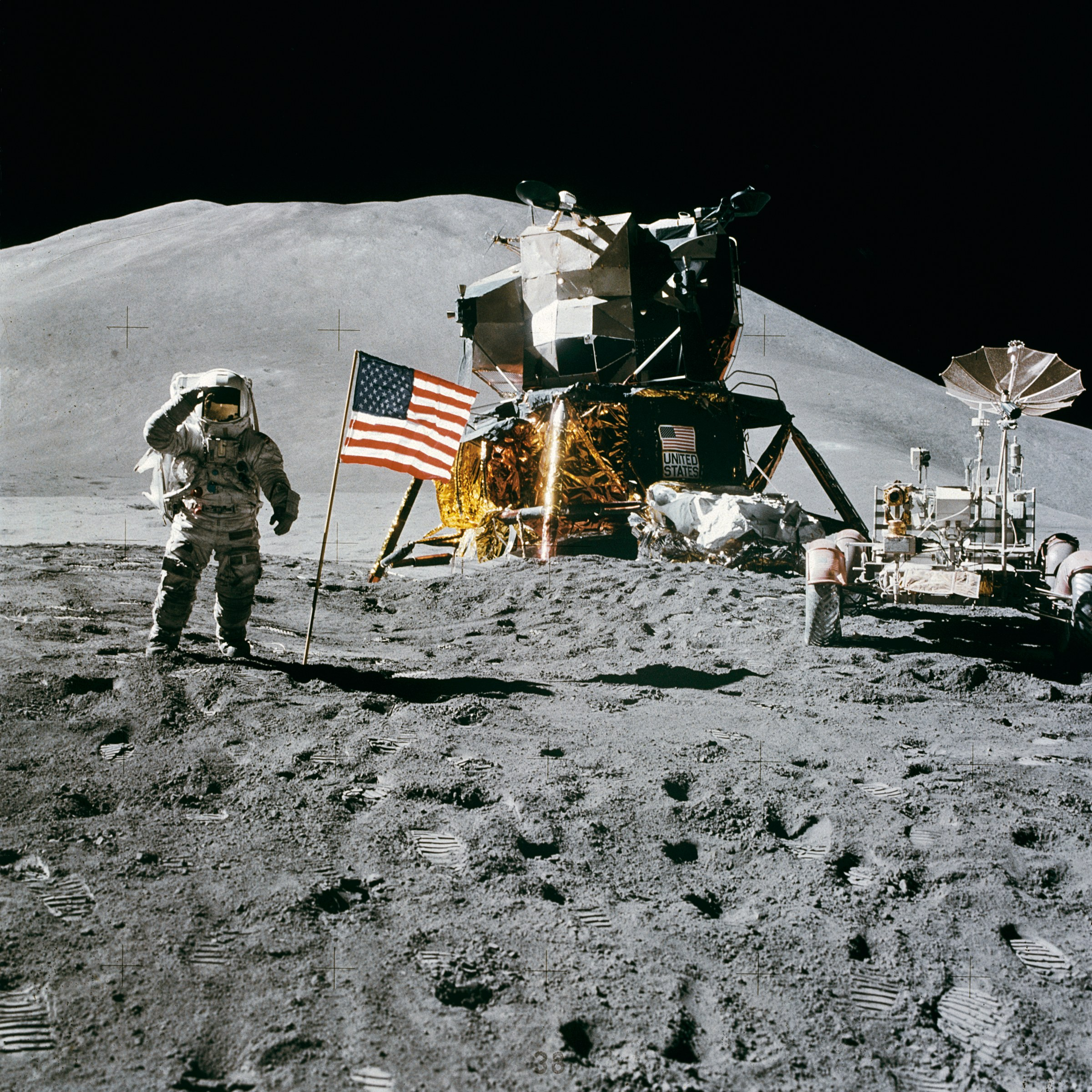
James Irwin (Apollo 15).
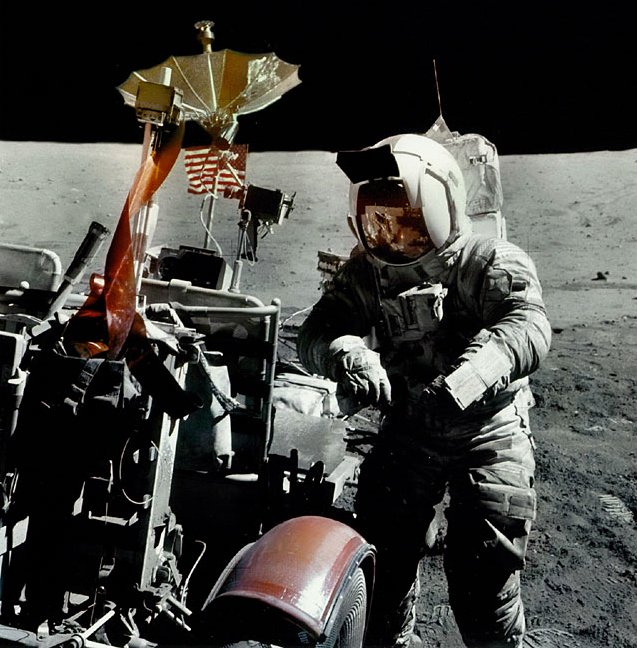
John Young à côté du LRV d’Apollo 16.
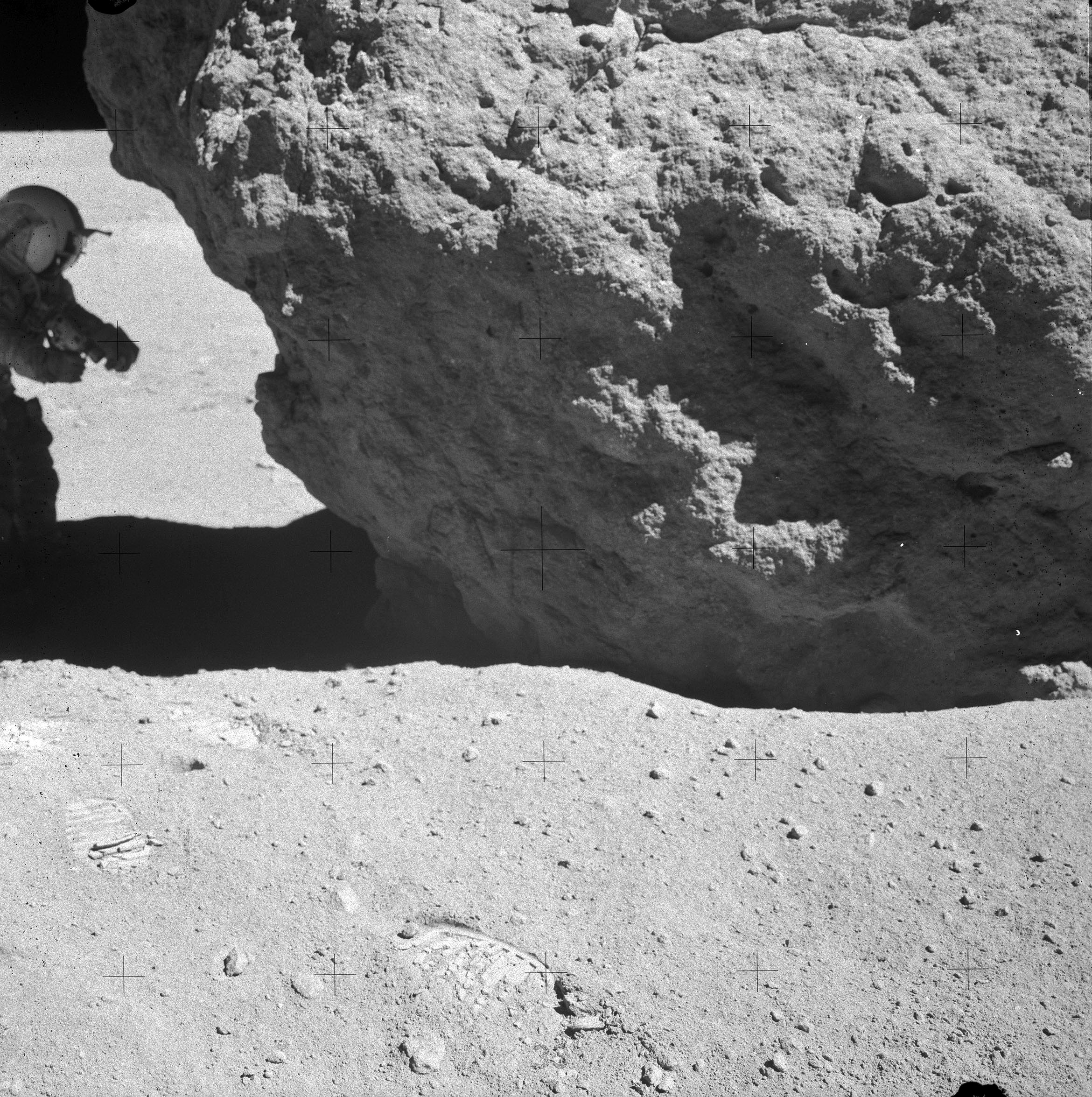
Charles Duke près de Shadow Rock (Apollo 16).
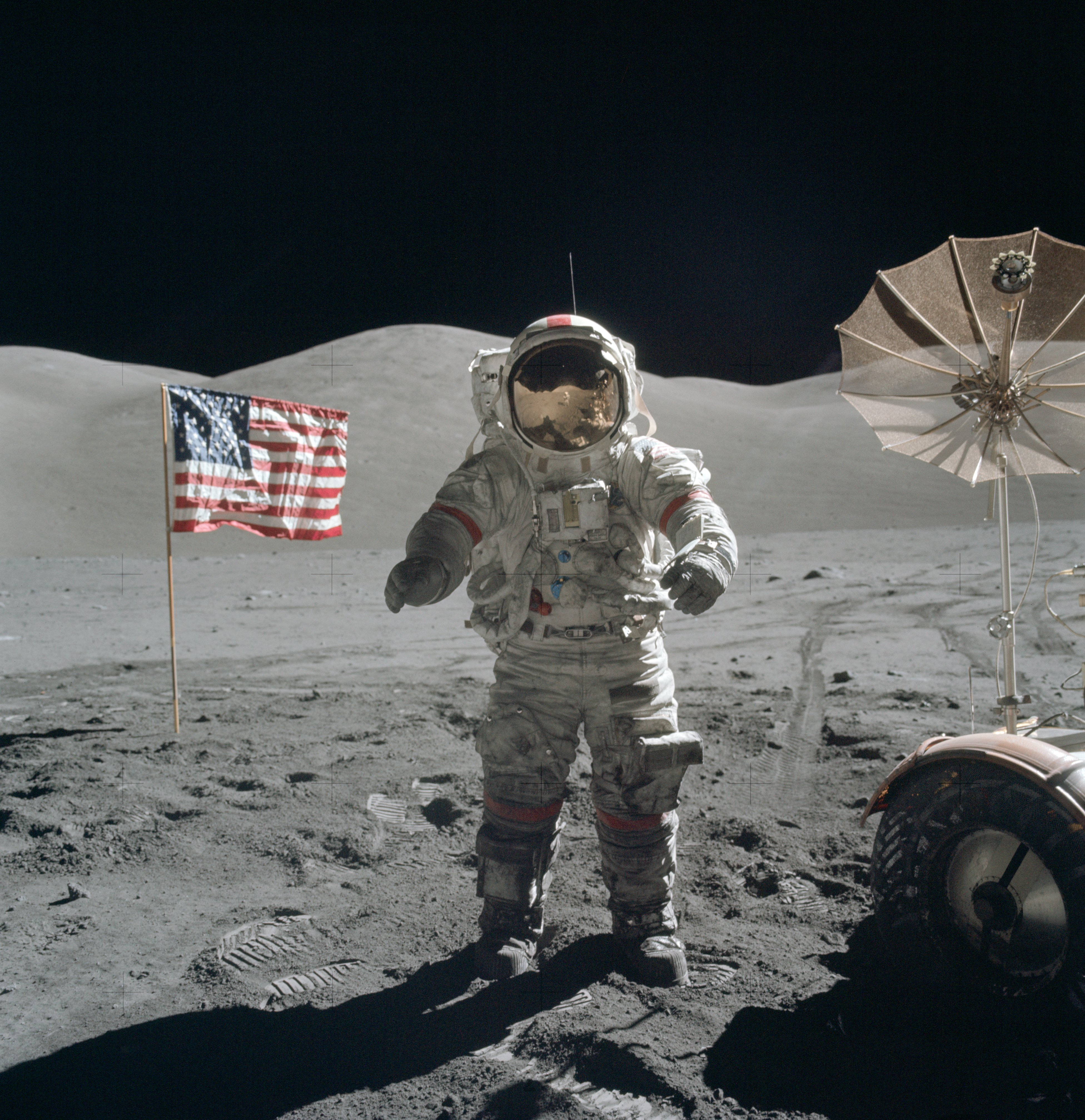
Eugene Cernan (Apollo 17).
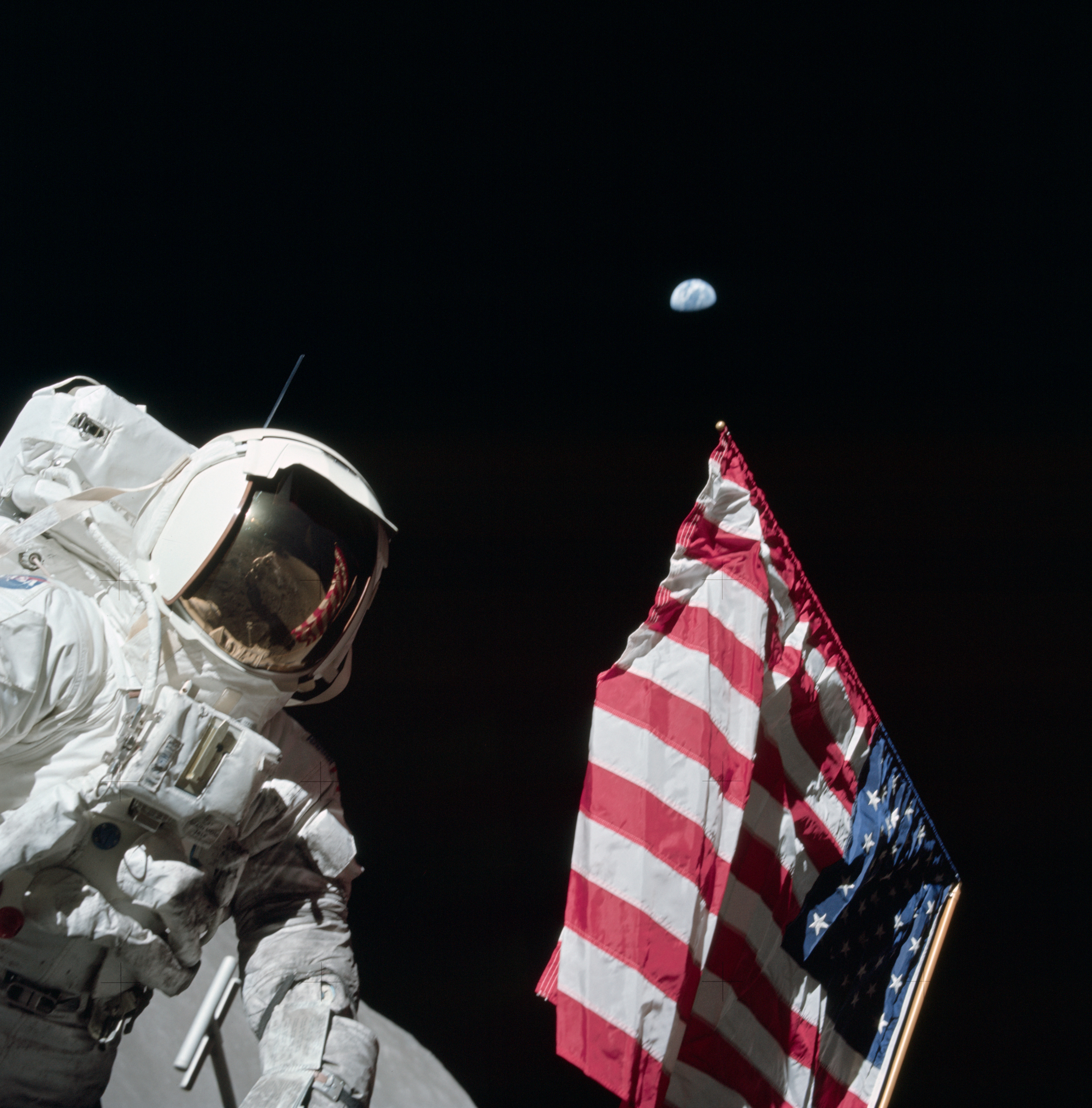
Harrison Schmitt (Apollo 17).

## Remarques
- Bien que les Soviétiques aient essayé d'approcher la Lune et de fouler son sol, seuls les Américains y sont parvenus, entre décembre 1968 (survol par Apollo 8) et décembre 1972 (dernière marche par Apollo 17).
- Premier et dernier : Neil Armstrong est le premier homme à avoir posé le pied sur la Lune suivi de Buzz Aldrin quelques minutes plus tard. Harrison Schmitt est le 12e et dernier à avoir posé le pied sur la Lune, mais ayant regagné le module lunaire avant Cernan, le 14 décembre 1972, ce dernier est considéré comme le dernier homme sur la Lune[1].
- Alan Shepard est l'homme le plus âgé à avoir marché sur la Lune (47 ans lors du vol Apollo 14) ; Charles Duke est le plus jeune (36 ans lors d’Apollo 16).
- Harrison Schmitt, en qualité de géologue, est le premier et le seul scientifique à avoir marché sur la Lune.
- Aucun homme n'est allé plus d'une fois sur la Lune.
- En 2025, soit juste plus de 55 ans après le premier débarquement sur la Lune, ils ne sont plus que quatre moonwalkers encore en vie : Aldrin, Scott, Duke et Schmitt.
- Au total, 24 Américains ont approché la Lune. Outre les 12 à y avoir séjourné, il faut en compter 12 à avoir tourné autour ou, simplement, l'avoir contournée : les trois membres de l'équipage d’Apollo 8 (Frank Borman, James Lovell et William Anders), Thomas Stafford (Apollo 10), Michael Collins (Apollo 11), Richard Gordon (Apollo 12), James Lovell, Fred Haise et Jack Swigert (Apollo 13), Stuart Roosa (Apollo 14), Alfred Worden (Apollo 15), Thomas K. Mattingly (Apollo 16) et Ronald Evans (Apollo 17).
- Tous ces astronautes étaient des hommes, Blancs, Américains.
- Le président John Kennedy avait désigné Ed Dwight pour devenir le premier astronaute Noir de l'histoire, avec l'objectif à long terme de le faire marcher sur la Lune lors des missions Apollo. Ed Dwight ne fut finalement pas sélectionné par la NASA pour des raisons encore très floues et controversées aujourd'hui[2],[3].
- James Lovell et Fred Haise, de la mission Apollo 13, devaient se poser sur la Lune en avril 1970, mais ce plan fut interrompu au début de la mission, à la suite de l'explosion d'un réservoir d'oxygène du module de service au cours du trajet vers la Lune. L'équipage n'a fait que contourner la Lune.
- Seuls trois hommes sont allés à deux reprises vers la Lune : James Lovell (Apollo 8 et 13), John Young (Apollo 10 et 16) et Eugene Cernan (Apollo 10 et 17) ; mais James Lovell n'y a jamais mis le pied.
- Depuis 1972, aucun être humain n'a dépassé l'orbite terrestre basse.
- La course à la Lune était en grande partie motivée politiquement par rapport à la narration officielle de guerre froide contre l'URSS. Les financements se sont brutalement taris lorsque cette motivation de communication politique s'est estompée,[pertinence contestée] au point d'abandonner des lancements pour lesquels 99 % des tâches étaient déjà accomplies comme les missions Apollo 18 et 19. Cinquante ans après le dernier être humain à avoir dépassé l'orbite basse, la course est relancée, sous la forme du programme Artemis, mais cette fois-ci parce que l'exploration de la Lune devient un enjeu de communication pour des agences spatiales (Chine, et dans une moindre mesure Inde, Japon et Corée du Sud).